# سهره چهچهه‌زن کلاه‌سیاه
سهره چهچهه‌زن کلاه‌سیاه (نام علمی: Poospiza melanoleuca) نام یک گونه از سرده سهره چهچهه‌زن است.